# Strażnica WOP Strzegów
Strażnica Wojsk Ochrony Pogranicza Późno/Strzegów – zlikwidowany podstawowy pododdział Wojsk Ochrony Pogranicza pełniący służbę graniczną na granicy z Niemiecką Republiką Demokratyczną i Republiką Federalną Niemiec.

Strażnica Straży Granicznej w Strzegowie – zlikwidowana graniczna jednostka organizacyjna Straży Granicznej realizująca zadania bezpośrednio w ochronie granicy państwowej z Republiką Federalną Niemiec.

## Formowanie i zmiany organizacyjne
Strażnica została sformowana w 1945 w strukturze 6 komenda odcinka jako 27 strażnica WOP (Strega) o stanie 56 żołnierzy. Kierownictwo strażnicy stanowili: komendant strażnicy, zastępca komendanta do spraw polityczno-wychowawczych i zastępca do spraw zwiadu. Strażnica składała się z dwóch drużyn strzeleckich, drużyny fizylierów, drużyny łączności i gospodarczej. Etat przewidywał także instruktora do tresury psów służbowych oraz instruktora sanitarnego.

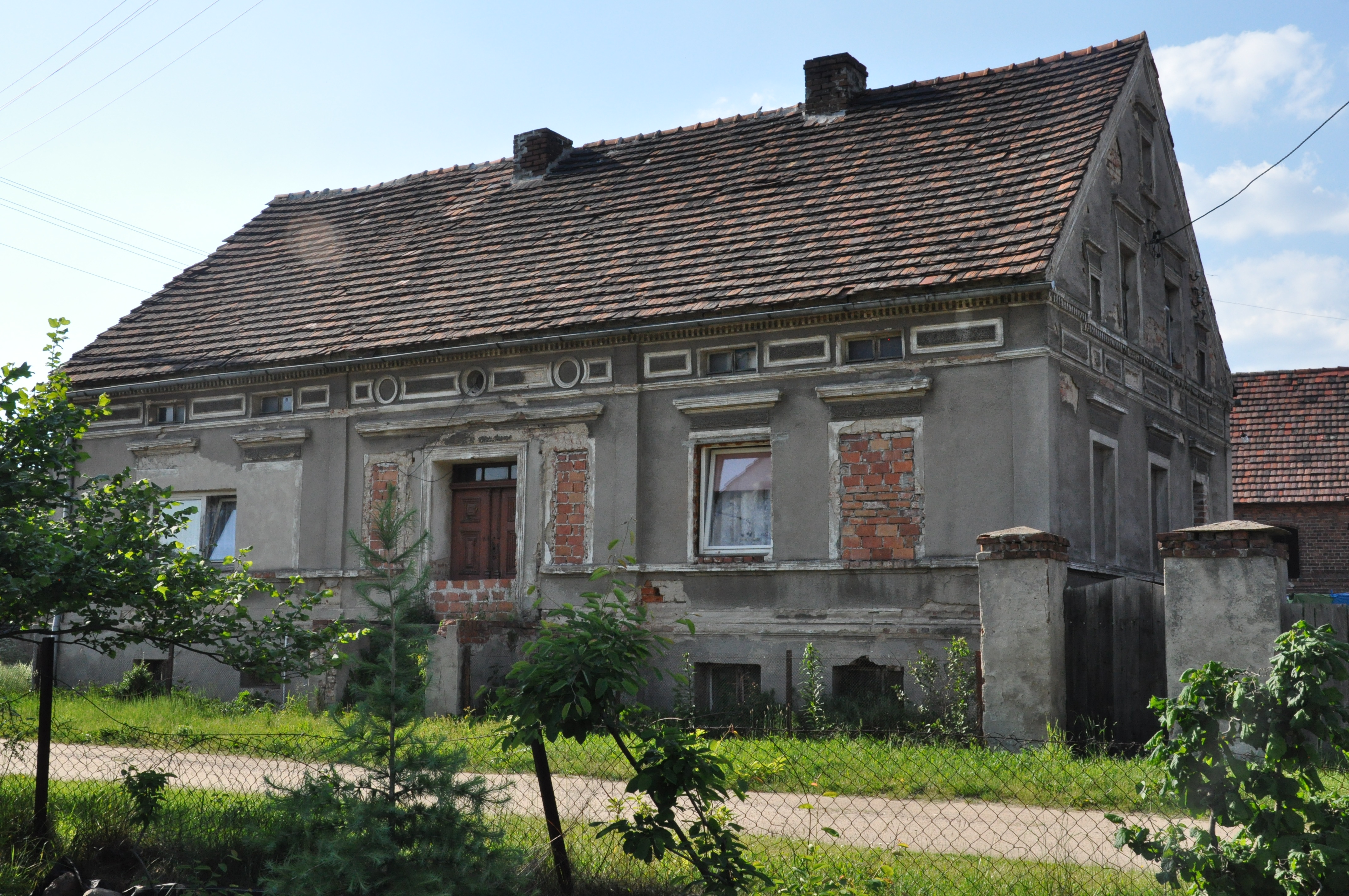
Budynek byłej Strażnicy WOP Późno (maj 2014)

W lipcu 1946 nastąpiły dyslokacje strażnic: strażnica WOP nr 26 ze Strzegowa przeniesiona została do Janowa (Janiszowice), a strażnicę WOP nr 27 przeniesiono z Późnej do Strzegowa .
W 1947 rozwiązano 6 komendanturę odcinka Sękowice i jej 26 i 29 strażnicę. Pozostałe strażnice przejęła zreformowana 7 komenda odcinka w Gubinie.
W związku z reorganizacją oddziałów WOP, 24 kwietnia 1948 27 strażnica OP Strzegów kategorii II została włączona w struktury 32 batalionu Ochrony Pogranicza, a 1 stycznia 1951 92 batalionu WOP w Gubinie.
Od 15 marca 1954 wprowadzono nową numerację strażnic. Strażnica WOP Strzegów II kategorii otrzymała numer 35 w skali kraju.
W 1956 rozpoczęto numerowanie strażnic na poziomie brygady. Strażnica WOP Strzegów II kategorii była 8. w 9 Brygadzie Wojsk Ochrony Pogranicza.

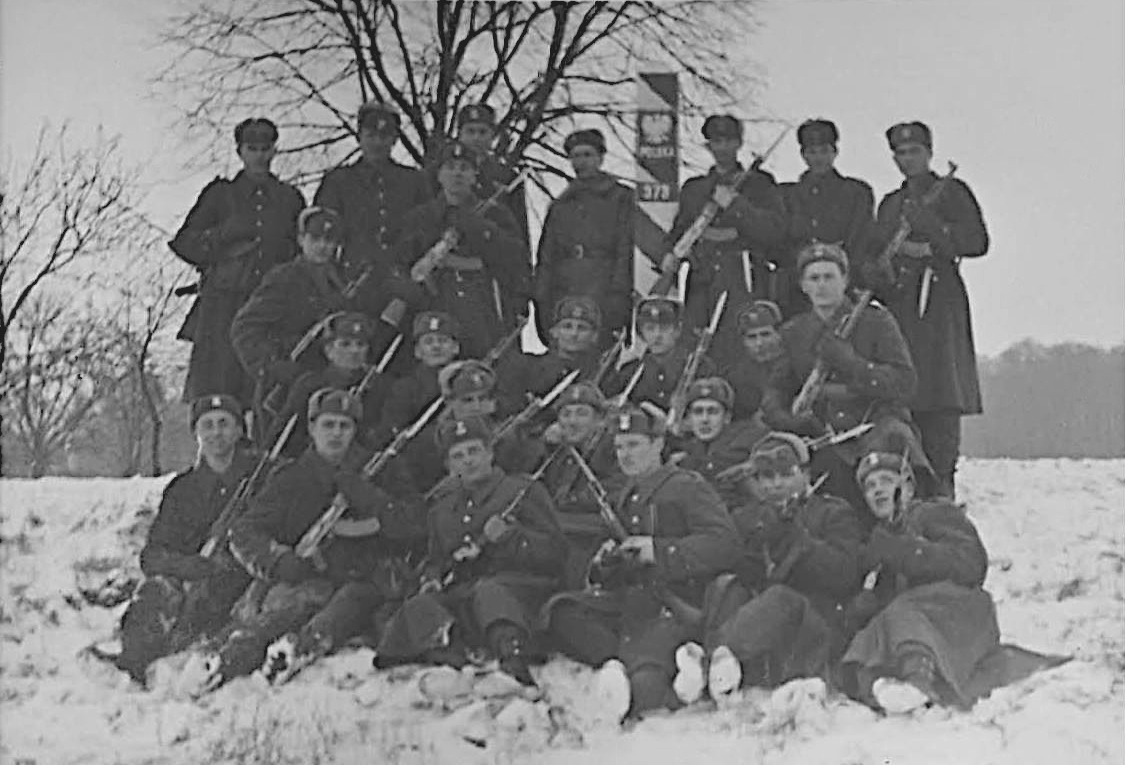
Żołnierze WOP z por. Ryszardem Chudym przy znaku granicznym nr 373 (październik 1964)

1 stycznia 1961 funkcjonowała jako 14 strażnica WOP II kategorii Strzegów w strukturach 92 batalionu WOP, a 1 stycznia 1964 jako 13 strażnica WOP Strzegów lądowa II kategorii. Natomiast w marcu 1968 jako strażnica techniczna WOP nr 12 Strzegów kategorii III .
1 czerwca 1976 nastąpiła zmiana rejonu służbowej odpowiedzialności strażnicy, dyktowana przez reformę administracyjną kraju i nowy podziałem na województwa. Ponadto Wojska Ochrony Pogranicza przeszły na dwuszczeblowy system zarządzania. Strażnicę WOP Strzegów podporządkowano bezpośrednio pod sztab Lubuskiej Brygady WOP w Krośnie Odrzańskim, a w 1984 w struktury nowo utworzonego batalionu granicznego WOP w Gubinie pod nazwą Strażnica WOP Strzegów lądowa. Po rozformowaniu Lubuskiej Brygady WOP, 1 listopada 1989 strażnica została włączona w struktury Łużyckiej Brygady WOP w Lubaniu Śląskim i tak funkcjonowała do 15 maja 1991 .
Straż Graniczna:
16 maja 1991 strażnica w Strzegowie weszła w podporządkowanie Lubuskiego Oddziału Straży Granicznej i przyjęła nazwę Strażnica Straży Granicznej w Strzegowie (Strażnica SG w Strzegowie).
W 2000 rozpoczęła się reorganizacja struktur Straży Granicznej związana z przygotowaniem Polski do wstąpienia, do Unii Europejskiej i przystąpieniem do Traktatu z Schengen. W wyniku tego, 2 stycznia 2003 nastąpiło zniesie Strażnicy SG w Strzegowie a ochraniany odcinek granicy oraz siły i środki przejęła Strażnica SG w Polanowicach.
16 marca 2009 na bazie połączenia załóg GPK SG w Gubinku i strażnic SG w: Strzegowie, Polanowicach, Gubinie i Żytowaniu, została utworzona Placówka SG w Zielonej Górze-Babimoście.

## Ochrona granicy
W grudniu 1948 27 strażnica OP Strzegów kategorii II ochraniała odcinek granicy państwowej o długości 14 900 m .

## Strażnice sąsiednie
- 26 strażnica WOP Strzegów ⇔ 28 strażnica WOP Markosice – 1946
- 25 strażnica WOP Zasieki ⇔ 28 strażnica WOP Markosice – 1947
- 25 strażnica OP Zasieki ⇔ 28 strażnica OP Polanowice kat. IV – 18.01.1950
- 34 strażnica WOP Zasieki ⇔ 36 strażnica WOP Polanowice – 1954
- 7 strażnica WOP Zasieki ⇔ 9 strażnica WOP Polanowice – 1957
- 15 strażnica WOP Zasieki kat. I ⇔ 13 strażnica WOP Polanowice kat. III – 01.01.1961
- 14 strażnica WOP Zasieki kat. II ⇔ 12 strażnica WOP Polanowice kat. III – 01.01.1964
- 13 strażnica WOP Zasieki techniczna kat. I ⇔ 11 strażnica WOP Polanowice techniczna kat. I – 03.1968
- Strażnica WOP Zasieki lądowa kat. I ⇔ Strażnica WOP Polanowice lądowa – 10.1984–15.05.1991

Straż Graniczna:
- Strażnica SG w Zasiekach ⇔ Strażnica SG w Polanowicach – 16.05.1991[16].

## Komendanci/dowódcy strażnicy
- por. Rajmund Wysocki
- por. Wacław Wierciński
- ppor. Józef Domżalski

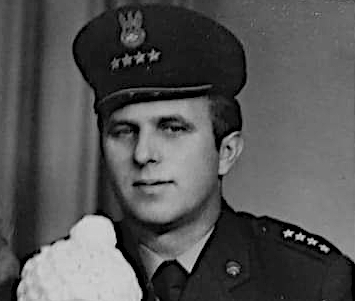
kpt. Stefan Kuligowski d-ca strażnicy (1970–1975)

- st. sierż. Romuald Jodko (był w 1950–1952)
- Zenon Wróblewski (był w 1954)
- kpt. Józef Zduniak (był w 10.1964)
- kpt. Ryszard Chudy
- por./kpt. Stefan Kuligowski (1968–1. poł. lat 70.)

Komendanci strażnicy SG:
- por. SG Mirosław Makarewicz (do jesień 1998).